# II-63
Die II-63 (bulgarisch Републикански път ІІ-63 Republikanski pat II-63, also Republikstraße II-63) ist eine Hauptstraße (zweiter Ordnung) in Bulgarien.

## Verlauf
Die Republikstraße II-63 fängt in Pernik an und führt anfangs nach Norden. Nach zwanzig Kilometern wird die Stadt Bresnik erreicht. Vor ihr besteht ein Abzweig zur III-638, welche nach Boschurischte bei Sofia führt.
Nach Bresnik nimmt die II-63 einen Nordwestkurs ein und führt als Nächstes durch ein Tal, gebildet von den kleinen Gebirgen Strascha und Sawalska nach Tran, der zweiten Kleinstadt auf der Strecke. Westlich von Tran zweigt die III-637 ab, welche nach Süden (Richtung Kjustendil) führt. Die Republikstraße 63 verläuft danach weiter nach Westen Richtung Serbien durch ein breiteres Tal, wobei ihr Zweck hauptsächlich in der Anbindung von Dörfern an das Republikstraßennetz liegt. Die II-63 gent am Grenzübergang Stresimirowzi zu Serbien in die serbische Staatsstraße Magistralni put 40 über, die nach Vladičin Han führt.
In ihrem Verlauf führt sie an einigen kleinen Gebirgen und Höhenzügen vorbei, bspw. an dem Esmirdirska-Gebirge. 

## Zustand
Als lokale Straße, die zur serbischen Grenze führt, ist sie von Bedeutung, weshalb 2023 eine Ausschreibung zur vollständigen Erneuerung von 65,7 km der II-63 erfolgte. Dies entspricht fast der Gesamtlänge. Das letzte Mal erfolgte eine solche Erneuerung vor vier Jahrzehnten.